# Campeonato dos Estados Unidos de Patinação Artística no Gelo de 2014
O Campeonato dos Estados Unidos de Patinação Artística no Gelo de 2014 foi a nonagésima sétima edição do Campeonato dos Estados Unidos de Patinação Artística no Gelo, um evento anual de patinação artística no gelo onde os patinadores artísticos competem pelo título de campeão americano nos níveis sênior, júnior, noviço, intermediário e juvenil. A competição foi disputada entre os dias 5 de janeiro e 12 de janeiro, na cidade de Boston, Massachusetts.

## Eventos
- Individual masculino
- Individual feminino
- Duplas
- Dança no gelo

## Medalhistas
| Evento                        | Ouro                           | Prata                             | Bronze                         | Peltre                            |
| Sênior                        |                                |                                   |                                |                                   |
| Individual masculino detalhes | Jeremy Abbott                  | Jason Brown                       | Max Aaron                      | Joshua Farris                     |
| Individual feminino detalhes  | Gracie Gold                    | Polina Edmunds                    | Mirai Nagasu                   | Ashley Wagner                     |
| Duplas detalhes               | Marissa Castelli Simon Shnapir | Felicia Zhang Nathan Bartholomay  | Caydee Denney John Coughlin    | Alexa Scimeca Christopher Knierim |
| Dança no gelo detalhes        | Meryl Davis Charlie White      | Madison Chock Evan Bates          | Maia Shibutani Alex Shibutani  | Madison Hubbell Zachary Donohue   |
| Júnior                        |                                |                                   |                                |                                   |
| Individual masculino detalhes | Nathan Chen                    | Jordan Moeller                    | Jimmy Ma                       | Chase Belmontes                   |
| Individual feminino detalhes  | Amber Glenn                    | Tyler Pierce                      | Ashley Shin                    | Bradie Tennell                    |
| Duplas detalhes               | Madeline Aaron Max Settlage    | Chelsea Liu David Perini          | AnnaMarie Pearce Jason Pacini  | Elise Middleton Anthony Evans     |
| Dança no gelo detalhes        | Kaitlin Hawayek Jean-Luc Baker | Lorraine McNamara Quinn Carpenter | Rachel Parsons Michael Parsons | Holly Moore Daniel Klaber         |

## Resultados

### Sênior

#### Individual masculino
| Pos.              | Nome              | Pontos | PC         | PL          |
| ----------------- | ----------------- | ------ | ---------- | ----------- |
| Medalha de ouro   | Jeremy Abbott     | 274.27 | 99.86 (1)  | 174.41 (2)  |
| Medalha de prata  | Jason Brown       | 270.08 | 87.47 (3)  | 182.61 (1)  |
| Medalha de bronze | Max Aaron         | 260.44 | 86.95 (4)  | 173.49 (3)  |
| Medalha de peltre | Joshua Farris     | 248.06 | 78.37 (5)  | 169.69 (4)  |
| 5                 | Richard Dornbush  | 236.38 | 92.04 (2)  | 144.34 (8)  |
| 6                 | Douglas Razzano   | 232.43 | 75.18 (7)  | 157.25 (5)  |
| 7                 | Ross Miner        | 224.81 | 71.94 (8)  | 152.87 (6)  |
| 8                 | Adam Rippon       | 222.19 | 77.58 (6)  | 144.61 (7)  |
| 9                 | Brandon Mroz      | 208.69 | 70.57 (9)  | 138.12 (10) |
| 10                | Stephen Carriere  | 203.25 | 64.42 (12) | 138.83 (9)  |
| 11                | Grant Hochstein   | 198.50 | 64.62 (10) | 133.88 (12) |
| 12                | Keegan Messing    | 197.45 | 61.15 (14) | 136.30 (11) |
| 13                | Timothy Dolensky  | 184.84 | 61.76 (13) | 123.08 (13) |
| 14                | Sean Rabbitt      | 183.34 | 60.58 (15) | 122.76 (14) |
| 15                | Lukas Kaugars     | 179.32 | 64.57 (11) | 114.75 (15) |
| 16                | Philip Warren     | 169.04 | 55.80 (16) | 113.24 (16) |
| 17                | Daniel Raad       | 161.01 | 52.98 (18) | 108.03 (17) |
| 18                | Scott Dyer        | 156.75 | 55.78 (17) | 100.97 (18) |
| 19                | Robert Przepioski | 147.34 | 47.00 (19) | 100.34 (19) |

#### Individual feminino
| Pos.              | Nome              | Pontos | PC         | PL          |
| ----------------- | ----------------- | ------ | ---------- | ----------- |
| Medalha de ouro   | Gracie Gold       | 211.69 | 72.12 (1)  | 139.57 (1)  |
| Medalha de prata  | Polina Edmunds    | 193.63 | 66.75 (2)  | 126.88 (2)  |
| Medalha de bronze | Mirai Nagasu      | 190.74 | 65.44 (3)  | 125.30 (3)  |
| Medalha de peltre | Ashley Wagner     | 182.74 | 64.71 (4)  | 118.03 (5)  |
| 5                 | Samantha Cesario  | 173.97 | 54.88 (11) | 119.09 (4)  |
| 6                 | Courtney Hicks    | 168.68 | 51.69 (16) | 116.99 (6)  |
| 7                 | Barbie Long       | 163.79 | 55.55 (10) | 108.24 (7)  |
| 8                 | Christina Gao     | 163.03 | 60.91 (6)  | 102.12 (10) |
| 9                 | Hannah Miller     | 161.41 | 57.49 (7)  | 103.92 (8)  |
| 10                | Leah Keiser       | 160.33 | 57.41 (8)  | 102.92 (9)  |
| 11                | Agnes Zawadzki    | 153.16 | 54.18 (13) | 98.98 (11)  |
| 12                | Ashley Cain       | 151.64 | 61.45 (5)  | 90.19 (12)  |
| 13                | Mariah Bell       | 149.44 | 56.72 (9)  | 92.72 (15)  |
| 14                | Kiri Baga         | 149.17 | 54.02 (14) | 95.15 (13)  |
| 15                | Angela Wang       | 148.93 | 54.40 (12) | 94.53 (14)  |
| 16                | Yasmin Siraj      | 139.73 | 44.67 (21) | 95.06 (13)  |
| 17                | Franchesca Chiera | 135.72 | 52.81 (15) | 82.91 (20)  |
| 18                | Rachael Flatt     | 135.14 | 46.57 (20) | 88.57 (17)  |
| 19                | Caroline Zhang    | 133.06 | 47.87 (19) | 85.19 (18)  |
| 20                | Vanessa Lam       | 132.21 | 48.98 (18) | 83.23 (19)  |
| 21                | Joelle Forte      | 123.60 | 50.53 (17) | 73.07 (21)  |

#### Duplas
| Pos.              | Nome                                  | Pontos | PC         | PL          |
| ----------------- | ------------------------------------- | ------ | ---------- | ----------- |
| Medalha de ouro   | Marissa Castelli / Simon Shnapir      | 205.71 | 73.13 (1)  | 132.58 (3)  |
| Medalha de prata  | Felicia Zhang / Nathan Bartholomay    | 201.72 | 66.50 (2)  | 135.22 (2)  |
| Medalha de bronze | Caydee Denney / John Coughlin         | 201.43 | 65.40 (3)  | 136.03 (1)  |
| Medalha de peltre | Alexa Scimeca / Christopher Knierim   | 189.67 | 64.68 (5)  | 124.99 (4)  |
| 5                 | Haven Denney / Brandon Frazier        | 181.59 | 59.52 (8)  | 122.07 (5)  |
| 6                 | Tarah Kayne / Danny O'Shea            | 173.89 | 61.48 (7)  | 112.41 (6)  |
| 7                 | DeeDee Leng / Timothy Leduc           | 171.94 | 66.40 (3)  | 105.54 (9)  |
| 8                 | Gretchen Donlan / Andrew Speroff      | 170.73 | 61.70 (6)  | 109.03 (8)  |
| 9                 | Lindsay Davis / Rockne Brubaker       | 163.81 | 54.14 (10) | 109.67 (7)  |
| 10                | Jessica Pfund / AJ Reiss              | 156.04 | 55.16 (9)  | 100.88 (10) |
| 11                | Jessica Noelle Calalang / Zack Sidhu  | 151.65 | 51.19 (11) | 100.46 (11) |
| 12                | Alexandria Shaughnessy / James Morgan | 140.73 | 48.45 (12) | 92.28 (12)  |

#### Dança no gelo
| Pos.              | Nome                                         | Pontos | PC         | PL         |
| ----------------- | -------------------------------------------- | ------ | ---------- | ---------- |
| Medalha de ouro   | Meryl Davis / Charlie White                  | 200.19 | 80.69 (1)  | 119.50 (1) |
| Medalha de prata  | Madison Chock / Evan Bates                   | 181.44 | 73.41 (2)  | 108.03 (2) |
| Medalha de bronze | Maia Shibutani / Alex Shibutani              | 170.44 | 68.00 (3)  | 102.44 (3) |
| Medalha de peltre | Madison Hubbell / Zachary Donohue            | 168.27 | 66.69 (4)  | 101.58 (4) |
| 5                 | Alexandra Aldridge / Daniel Eaton            | 160.26 | 63.71 (5)  | 96.55 (5)  |
| 6                 | Lynn Kriengkrairut / Logan Giulietti-Schmitt | 155.98 | 61.22 (6)  | 94.76 (6)  |
| 7                 | Anastasia Cannuscio / Colin McManus          | 140.96 | 54.63 (7)  | 86.33 (7)  |
| 8                 | Anastasia Olson / Ian Lorello                | 128.77 | 47.86 (10) | 80.91 (8)  |
| 9                 | Alissandra Aronow / Collin Brubaker          | 127.14 | 53.19 (8)  | 73.95 (9)  |
| 10                | Ginna Hoptman / Pavel Filchenkov             | 122.83 | 52.68 (9)  | 70.15 (12) |
| 11                | Isabella Cannuscio / Michael Bramante        | 118.92 | 46.21 (11) | 72.71 (11) |
| 12                | Danielle Gamelin / Alexander Gamelin         | 112.97 | 39.87 (13) | 73.10 (10) |
| 13                | Madeline Heritage / Nathaniel Fast           | 104.05 | 41.63 (12) | 62.42 (14) |
| 14                | Elicia Reynolds / Stephen Reynolds           | 101.00 | 36.52 (15) | 64.48 (13) |
| 15                | Kristen Nardozzi / Nick Traxler              | 98.40  | 38.14 (14) | 60.26 (15) |
| 16                | Kseniya Ponomaryova / Oleg Altukhov          | 73.77  | 27.05 (16) | 46.72 (16) |
| 17                | Gabriela Morrell Zucker / Andrejs Sitiks     | 72.30  | 25.58 (17) | 46.72 (17) |
| 18                | Pauline Bynum / Jason Deveikis               | 64.82  | 23.68 (18) | 41.14 (18) |

### Júnior

#### Individual masculino júnior
| Pos.              | Nome              | Pontos | PC         | PL          |
| ----------------- | ----------------- | ------ | ---------- | ----------- |
| Medalha de ouro   | Nathan Chen       | 223.92 | 79.61 (1)  | 144.32 (1)  |
| Medalha de prata  | Jordan Moeller    | 191.66 | 57.41 (6)  | 134.25 (2)  |
| Medalha de bronze | Jimmy Ma          | 182.73 | 63.46 (2)  | 119.27 (3)  |
| Medalha de peltre | Chase Belmontes   | 177.19 | 61.07 (4)  | 116.12 (5)  |
| 5                 | Nicholas Vrdoljak | 174.99 | 63.44 (3)  | 111.55 (7)  |
| 6                 | Kevin Shum        | 172.63 | 56.08 (7)  | 116.55 (4)  |
| 7                 | Tony Lu           | 170.83 | 58.19 (5)  | 112.64 (6)  |
| 8                 | Spencer Howe      | 157.41 | 53.91 (8)  | 103.50 (8)  |
| 9                 | James Schetelich  | 154.37 | 51.19 (9)  | 103.18 (9)  |
| 10                | Nix Phengsy       | 150.74 | 49.27 (10) | 101.47 (10) |
| 11                | Ben Jalovick      | 135.80 | 45.54 (11) | 90.36 (11)  |
| 12                | Evan Bender       | 133.11 | 45.35 (12) | 87.76 (13)  |
| 13                | Daniel Kulenkamp  | 124.78 | 36.91 (13) | 87.87 (12)  |

#### Individual feminino júnior
| Pos.              | Nome              | Pontos | PC         | PL         |
| ----------------- | ----------------- | ------ | ---------- | ---------- |
| Medalha de ouro   | Amber Glenn       | 186.51 | 63.99 (1)  | 122.52 (1) |
| Medalha de prata  | Tyler Pierce      | 175.07 | 62.38 (2)  | 112.69 (2) |
| Medalha de bronze | Ashley Shin       | 155.18 | 57.91 (3)  | 97.27 (3)  |
| Medalha de peltre | Bradie Tennell    | 141.99 | 55.34 (4)  | 86.65 (6)  |
| 5                 | Elena Taylor      | 141.62 | 50.30 (6)  | 91.32 (5)  |
| 6                 | Amy Lin           | 137.87 | 42.80 (12) | 95.07 (4)  |
| 7                 | Maria Yang        | 135.74 | 49.61 (7)  | 86.13 (8)  |
| 8                 | Olivia Serafini   | 132.34 | 46.17 (10) | 86.17 (7)  |
| 9                 | Elizabeth Nguyen  | 130.92 | 47.22 (8)  | 83.70 (9)  |
| 10                | Megan Wessengburg | 129.72 | 46.75 (9)  | 82.97 (10) |
| 11                | Lyra Katzman      | 118.83 | 43.55 (11) | 75.28 (11) |
| 12                | Xylina Rusit      | 100.76 | 34.68 (13) | 66.08 (12) |
| WD                | Karen Chen        | —      | 51.78 (5)  | — (WD)     |

#### Duplas júnior
| Pos.              | Nome                                 | Pontos | PC         | PL         |
| ----------------- | ------------------------------------ | ------ | ---------- | ---------- |
| Medalha de ouro   | Madeline Aaron / Max Settlage        | 160.67 | 58.77 (1)  | 101.90 (1) |
| Medalha de prata  | Chelsea Liu / David Perini           | 144.82 | 53.93 (2)  | 90.89 (2)  |
| Medalha de bronze | AnnaMarie Pearce / Jason Pacini      | 139.92 | 52.28 (3)  | 87.04 (5)  |
| Medalha de peltre | Elise Middleton / Anthony Evans      | 136.64 | 49.20 (4)  | 87.44 (4)  |
| 5                 | Brianna de la Mora / Taylor Wilson   | 131.64 | 45.32 (5)  | 86.32 (6)  |
| 6                 | Olivia Oltmanns / Joshua Santillan   | 128.82 | 40.94 (9)  | 87.88 (3)  |
| 7                 | Aya Takai / Brian Johsnon            | 124.02 | 42.20 (8)  | 81.82 (7)  |
| 8                 | Kaitlin Budd / Nikita Cheban         | 123.89 | 43.58 (6)  | 80.31 (8)  |
| 9                 | Cali Fujimoto / Nicholas Barsi-Rhyne | 116.80 | 40.69 (10) | 76.11 (9)  |
| 10                | Alyssa McDougal / Paul Schatz        | 114.95 | 42.23 (7)  | 72.72 (10) |

#### Dança no gelo júnior
| Pos.              | Nome                                  | Pontos | PC         | PL         |
| ----------------- | ------------------------------------- | ------ | ---------- | ---------- |
| Medalha de ouro   | Kaitlin Hawayek / Jean-Luc Baker      | 152.26 | 65.30 (1)  | 86.96 (1)  |
| Medalha de prata  | Lorraine McNamara / Quinn Carpenter   | 147.50 | 62.28 (2)  | 85.22 (3)  |
| Medalha de bronze | Rachel Parsons / Michael Parsons      | 145.78 | 59.32 (3)  | 86.46 (2)  |
| Medalha de peltre | Holly Moore / Daniel Klaber           | 136.66 | 56.71 (4)  | 79.95 (4)  |
| 5                 | Elliana Pogrebinsky / Ross Gudis      | 129.50 | 53.62 (5)  | 75.88 (5)  |
| 6                 | Chloe Lewis / Logan Bye               | 122.14 | 46.35 (6)  | 75.79 (6)  |
| 7                 | Julia Biechler / Damian Dodge         | 110.28 | 41.08 (7)  | 69.20 (7)  |
| 8                 | Rachel Brozina / Nicholas Taylor      | 102.38 | 37.67 (11) | 64.71 (8)  |
| 9                 | Sammi Wren / Alexey Shchepetov        | 98.45  | 38.12 (9)  | 60.33 (9)  |
| 10                | Emily Day / Kevin Leahy               | 95.97  | 38.39 (8)  | 57.58 (10) |
| 11                | Olivia Di Iorio / Alex Benoit         | 91.62  | 38.01 (10) | 53.61 (14) |
| 12                | Tori Patsis / Joseph Johnson          | 91.13  | 37.44 (13) | 53.69 (11) |
| 13                | Marcha Kiatrungrit / Bradley Lawrence | 90.73  | 37.47 (12) | 53.62 (13) |
| 14                | Kelsey Barnes / Douglas Stevenson     | 84.07  | 30.42 (14) | 53.65 (12) |